# Exorista ardelio
Exorista ardelio là một loài ruồi trong họ Tachinidae.